# Dwór w Brochocinie
Dwór w Brochocinie – zabytkowy dwór wzniesiony w XVIII w. w Brochocinie.

## Położenie
Dwór leży we wsi Brochocin, położonej w województwie dolnośląskim, w powiecie ząbkowickim, w gminie Ciepłowody.